# Edward J. Ruppelt
Edward James  Ruppelt (17 de julio de 1923, Iowa - 15 de septiembre de 1960) fue un oficial de las Fuerzas Aéreas de los Estados Unidos, que sirvió durante la Segunda Guerra Mundial, recibiendo diversas condecoraciones, y que es más conocido por su participación en el Proyecto Libro Azul, investigación oficial de la Administración estadounidense sobre el fenómeno Ovni.
Se considera que Ruppelt fue quien acuñó el término Unidentified Flying Object (UFO), (traducido por objeto volante no identificado) en lugar del más popular e inexacto de platillo volante. Su participación en el Proyecto Libro Azul se extendió desde marzo de 1952 hasta finales de 1953. Mientras para algunos estudiosos del asunto, su periodo supone el momento más brillante y abierto de la investigación, otros entienden que habría colaborado en cierto encubrimiento del fenómeno. Poco después abandonó la USAF y se incorporó a la empresa privada, trabajando en la Northrop Aircraft Company. Falleció a los 37 años de edad, al sufrir un infarto de miocardio.